# Harry McKirdy
Harry McKirdy (Londres, 29 de marzo de 1997) es un futbolista inglés que juega como delantero para el Hibernian de la Scottish Premiership.
Debutó en el Aston Villa, donde jugó cedido para el Stevenage, Crewe Alexandra y Newport County. Jugó para el Carlisle United de forma permanente durante la temporada 2019-20 y luego firmó con Port Vale en septiembre de 2020, en el que solo se quedaría una temporada. Se unió al Swindon Town en agosto de 2021 con un contrato de un año, allí fue nombrado parte del equipo de la temporada de la EFL League Two 2021-22 y mejor jugador del equipo en la temporada.

## Trayectoria

### Aston Villa
McKirdy nació en Londres y se crio en el área de Stoke-on-Trent , donde asistió al St Joseph's College. Estuvo inscrito en el Stoke City de los siete a los catorce años, y luego se unió a la academia del Aston Villa. Firmó una beca en 2013, y luego firmó un contrato profesional de dos años con los Villanos en 2016. Marcó seis goles en el torneo HKFC Soccer Sevens de 2016 para ganar la medalla de oro. haciendo uno de los goles en la final cuando Villa venció al West Ham United por 2 a 0 para reclamar su sexto título del torneo. Lo logró a pesar de haber regresado recientemente a las canchas luego de un descanso de cinco meses debido a una lesión.

### Stevenage
McKirdy fue cedido al Stevenage de la League Two el 31 de agosto de 2016 hasta enero de 2017. Hizo su debut con la absoluta para el Boro el 24 de septiembre, entrando como suplente en la derrota por 2 a 0 ante el Exeter City en Broadhall Way. Marcó el primer gol de su carrera en una eliminatoria del EFL Trophy contra el Brighton Sub-23 el 4 de octubre. Marcó su primer gol en liga en la victoria por 2 a 1  contra el Mansfield Town el 29 de octubre, haciendo el gol de la victoria. El entrenador Darren Sarll dijo que "fue un final estupendo, el temperamento del muchacho para pasar en su debut y terminar así, el muchacho va a ser un buen jugador".

### Crewe Alexandra
A pesar de que en octubre de 2017 firmó un nuevo contrato hasta 2019 con el Aston Villa, McKirdy se fue cedido al Crewe Alexandra, de la League Two el 19 de enero del 2018 hasta el final de la temporada. Marcó en su debut después de entrar como suplente en la segunda mitad en la derrota por 3 a 2 ante Wycombe Wanderers en Gresty Road el 20 de enero. Su mánager, David Artell reveló que: "Incluso dijo que si el dinero era un problema, buscaría pagarlo a su manera. Eso me hizo sonreír. Eso muestra un verdadero deseo y hambre de salir cedido y jugar al fútbol"; McKirdy había estado en el movimiento del préstamo con los Ferroviarios y había consultado con Ashley Westwood y Steve Bruce antes de tomar una decisión. Marcó 3 goles en 16 partidos de la League Two en el club.

### Newport County
El 31 de enero del 2019, McKirdy fue cedido al Newport County, también de la EFL League Two hasta el final de la temporada 2018-19. Hizo su debut con los Exiliados el 19 de febrero, entrando en la segunda mitad en la victoria por 4 a 1 frente al Notts County. Marcó su primer gol con el Newport el 13 de abril, en la victoria por 3 a 0 contra el Cambridge United. Formó parte del equipo que llegó a la final de los play-offs de la League Two en el estadio de Wembley el 25 de mayo, aunque no fue utilizado en la final, que terminó en una derrota por 1 a 0 ante el Tranmere Rovers. Fue utilizado principalmente como suplente por el técnico Michael Flynn, haciendo 11 apariciones entrando desde la banca y solo 2 titularidades durante su tiempo en Rodney Parade, anotando un gol.

### Carlisle United
Después de ser liberado por el Aston Villa en mayo de 2019, McKirdy firmó un contrato por un año con el Carlislie United, de la League Two, el 11 de junio del 2019. En su debut, marcó un gol de cabeza a los seis minutos, en la victoria por 2 a 1 sobre el Crawley Town el 3 de agosto. El mánager Steven Pressley dijo después del partido: "estoy contento por él porque es un buen chico. Necesita un poco de dirección, pero es un buen chico en el fondo".  McKirdy anotó 11 goles en 38 partidos para terminar como el máximo goleador del equipo en la temporada. Aun así, fue liberado en mayo de 2020; el gerente del equipo, Chris Beech dijo: "Respeto las habilidades que tiene ... [pero] Harry no estaba contento ... [y] no quiero meter a un futbolista en una llave de cabeza y obligarlo a hacer algo que no quiere hacer".

### Port Vale
El 11 de septiembre del 2020, McKirdy firmó un contrato de un año con el Port Vale de la League Two, después de impresionar al técnico John Askey. Marcó su primer gol con los Valientes el 10 de noviembre, en la victoria por 4 a 2 sobre el Liverpool U21 en Vale Park en la fase de grupos del EFL Trophy. Sin embargo, no pudo establecerse en el primer equipo y fue incluido en la lista de transferibles en diciembre. El técnico interino Danny Pugh lo eliminó del equipo de 22 hombres del club el mes siguiente. Harry jugó para el Leicester City U23 en febrero. El nuevo entrenador del equipo, Darrell Clarke, continuó diciendo que lamentaba no poder jugar con McKirdy en la segunda mitad de la temporada 2020-21 y que todavía estaba trabajando para mejorar la mentalidad del jugador para evitar que la confianza de este obstaculizara su relación con sus entrenadores. El 31 de marzo, el club obtuvo una dispensa especial de la EFL para registrar a McKirdy nuevamente en el equipo, en lugar del lesionado Zak Mills. Igualmente, fue uno de los 15 jugadores liberados del club en mayo de 2021.

### Swindon Town
Después de jugar un amistoso de pretemporada con el Swindon Town en julio del 2021, McKirdy firmó un contrato por un año el 4 de agosto; el director deportivo del club, Ben Chorley dijo: "su actitud tanto en los entrenamientos como en los tres partidos de pretemporada ha sido fantástica". Anotó en su debut en la League Two para los Robins, en una victoria por 3 a 1 ante el Scunthorpe United. El día de Año Nuevo, McKirdy anotó cuatro de los goles del Swindon Town en su victoria por 5 a 2 ante el Northampton Town en el County Ground. En su entrevista posterior al partido, reflexionó que: "Me sentí un poco más animado allí ... Necesito intentar llegar a un lugar donde sea así todas las semanas". El 7 de enero del 2022, en la tercera ronda de la FA Cup, convirtió el único gol de su equipo ante el Manchester City, en la derrota por 3 a 1. El 13 de enero, extendió su contrato con el club más allá del final de la temporada. Fue nombrado en el Equipo de la Temporada de la League Two en los Premios EFL para la temporada 2021-22,  y más tarde como Jugador de la Temporada del Swindon Town en la ceremonia anual de premios del club. Marcó dos goles en la victoria del partido de ida de la semifinal de la eliminatoria contra su ex club Port Vale, sin embargo, falló su penal en la derrota por penales del partido de vuelta.

## Estilo de juego
McKirdy es un atacante versátil, capaz de jugar en cualquier posición delantera, ya sea en el centro o en las bandas. El técnico del Crewe Alexandra, David Artell, llamó a McKirdy "un goleador natural" y "uno de esos delanteros molestos, que se mete debajo de los pies de los centrales". Ha sido criticado por su temperamento, particularmente en lo que respecta a sus reacciones a las burlas de los fanáticos tanto en el campo como en las redes sociales.

## Estadísticas
Actualizado al 8 de octubre de 2022.
| Club                       | Div.          | Temporada     | Liga  | Liga  | Copas nacionales(1) | Copas nacionales(1) | Total | Total |
| Club                       | Div.          | Temporada     | Part. | Goles | Part.               | Goles               | Part. | Goles |
| -------------------------- | ------------- | ------------- | ----- | ----- | ------------------- | ------------------- | ----- | ----- |
| Aston Villa Inglaterra     | 1.ª           | 2016-17       | 0     | 0     | 0                   | 0                   | 0     | 0     |
| Stevenage Inglaterra       | 4.ª           | 2016-17       | 11    | 1     | 2                   | 1                   | 13    | 2     |
| Stevenage Inglaterra       | Total club    | Total club    | 11    | 1     | 2                   | 1                   | 13    | 2     |
| Aston Villa Inglaterra     | 1.ª           | 2017-18       | 0     | 0     | 0                   | 0                   | 0     | 0     |
| Crewe Alexandra Inglaterra | 4.ª           | 2017-18       | 16    | 3     | 0                   | 0                   | 16    | 3     |
| Crewe Alexandra Inglaterra | Total club    | Total club    | 16    | 3     | 0                   | 0                   | 16    | 3     |
| Aston Villa Inglaterra     | 1.ª           | 2018-19       | 0     | 0     | 0                   | 0                   | 0     | 0     |
| Newport County Inglaterra  | 4.ª           | 2018-19       | 13    | 2     | 0                   | 0                   | 13    | 2     |
| Newport County Inglaterra  | Total club    | Total club    | 13    | 2     | 0                   | 0                   | 13    | 2     |
| Carlisle United Inglaterra | 4.ª           | 2019-20       | 28    | 5     | 10                  | 6                   | 38    | 11    |
| Carlisle United Inglaterra | Total club    | Total club    | 28    | 5     | 10                  | 6                   | 38    | 11    |
| Port Vale Inglaterra       | 4.ª           | 2020-21       | 8     | 0     | 4                   | 2                   | 12    | 2     |
| Port Vale Inglaterra       | Total club    | Total club    | 8     | 0     | 4                   | 2                   | 12    | 2     |
| Swindon Town Inglaterra    | 4.ª           | 2021-22       | 37    | 22    | 9                   | 4                   | 46    | 26    |
| Swindon Town Inglaterra    | 4.ª           | 2021-22       | 5     | 2     | 0                   | 0                   | 5     | 2     |
| Swindon Town Inglaterra    | Total club    | Total club    | 42    | 24    | 9                   | 4                   | 51    | 28    |
| Hibernian Escocia          | 1.ª           | 2022-23       | 3     | 0     | 0                   | 0                   | 3     | 0     |
| Hibernian Escocia          | Total club    | Total club    | 3     | 0     | 0                   | 0                   | 3     | 0     |
| Total carrera              | Total carrera | Total carrera | 110   | 29    | 26                  | 13                  | 192   | 48    |